# Фатуевка
Фатуевка (Богородское, Азясь, Осиповское) — село в Мокшанском районе Пензенской области России. Входит в состав Успенского сельсовета.

## Название
От фамилии Фатуев, вотчина Осипа Ивановича Фатуева .
Другие названия: село Богородское (по церкви, построенной в 1793 году), Азясь (по речке), Осиповское тож. Название Осиповка появилось в 19 веке.

## География
Посёлок находится в северной части Пензенской области, в пределах Сурско-Мокшанской возвышенности, в лесостепной зоне, на левом берегу Азясь, на расстоянии примерно 6 километров (по прямой) к северу от села Успенского, административного центра сельсовета.

### Климат
Климат характеризуется как умеренно континентальный, с холодной продолжительной зимой и тёплым летом. Среднегодовая температура воздуха — 4,6 °C. Средняя температура воздуха самого тёплого месяца (июля) — 19 °C; самого холодного (января) — −13 °C. Безморозный период длится 150 дней. Продолжительность вегетационного периода — в среднем 144 дня. Среднегодовое количество атмосферных осадков варьируется от 480 до 500 мм, из которых большая часть выпадает в тёплый период. Снежный покров устанавливается в конце ноября и держится в течение 141 дня.

## История
Упоминается в материалах переписи населения 1710 года как вотчина переписчика Пензенской приказной избы Осипа Ивановича Фатуева в составе Завального стана Пензенского уезда. В 1719 году, после «кубанского разорения», — сельцо Богородское генерала Автомона Михайловича Головина, который завез сюда 104 крестьянина (РГАДА, ф.350, оп.1, е.хр.310, лл.760-762 об.). В 1785 году показано за Дмитрием Ивановичем (137 ревизских душ) и Авдотьей Емельяновной Дмитриевыми (52 души). В 1795 году за ними же и другими помещиками, 67 дворов, дом господский деревянный, конный завод на 80 лошадей русской и немецкой пород; крестьяне состояли на барщине, занимались земледелием, заготовляли сено для господского конного завода, господский хлеб возили на продажу в Москву и другие города два раза в год. В том же 1795 году крестьяне Василия и Павла Комаровых состояли на оброке, платили по 2,5 руб. в год с ревизской души. В 19 веке имелась каменная церковь во имя иконы Казанской Богородицы, построенная в 1853 году (отремонтирована в 1889-91), при селе находился помещичий винокуренный завод, в 1896 работала церковно-приходская школа. В 1864 — село Фатуевка, Богородское, Азясь тож, 88 дворов.

### Административно-территориальная принадлежность
С 1780 — в составе Мокшанского уезда.'
В 1912 — в составе Успенской волости Мокшанского уезда. В 1955 году — Успенского сельсовета Нечаевского района, колхоз «Путь Ильича».

## Население
| 1719 | 1782 | 1864 | 1877 | 1910  | 1926  | 1930  |
| ---- | ---- | ---- | ---- | ----- | ----- | ----- |
| 104  | ↗570 | ↗842 | ↗868 | ↗1136 | ↘1088 | ↗1225 |
| 1939 | 1959 | 1979 | 1989 | 1996  | 2002  | 2010  |
| ↘724 | ↘507 | ↘236 | ↘151 | ↘118  | ↘99   | ↘44   |

## Инфраструктура
Личное подсобное хозяйство с зоной сельскохозяйственного использования, индивидуальная застройка усадебного типа.
Основа экономики — сельское хозяйство.

## Транспорт
Деревня доступна автотранспортом.